# 송우초등학교 (경기)
송우초등학교는 대한민국 경기도 포천시에 있는 공립 초등학교이다.

## 학교 연혁
- 1920년 12월 9일 송우공립보통학교 개교(설립인가 7월 20일)
- 1972년 3월 1일 축석분교장 독립
- 1986년 2월 11일 병설유치원 2학급 편성 인가
- 1990년 12월 31일 현 본관 4층 완공
- 1998년 5월 27일 급식소 및 강당 준공
- 1998년 11월 1일 추산초등학교 분리
- 2005년 3월 1일 신봉초등학교 분리
- 2005년 12월 14일 신관 준공
- 2005년 12월 31일 본관 앞 건물 철거
- 2006년 3월 1일 태봉초등학교 분리
- 2021.01.11 제100회 졸업식(졸업생 58명, 계12,507명)
- 2021.03.01 제22대 한정희 교장 취임
- 2021.03.01 13학급 편성(특수학급 1학급 포함)
- 2021.09.01 14학급 편성(1학급 증설, 특수학급 1학급 포함)

## 학교 상징
- 교화 : 장미 - 마음은 아름답고 가슴은 뜨거우며 장미의 그윽한 향기처럼 이웃에게 사랑을 전하는 송우인을 상징함.
- 교목 : 소나무 - 본교에 식재된 나무 중 가장 오래된 수준으로 송우 80여년의 온갖 풍상과 성함을 가장 가까이에서 지켜본 산 증인이며, 어떠한 역경도 불굴의 의지로 극복하는 희망찬 송우인을 상징함.

## 참고 자료
- 송우초등학교 - 한국교육학술정보원 학교알리미